# Terrain de jeux

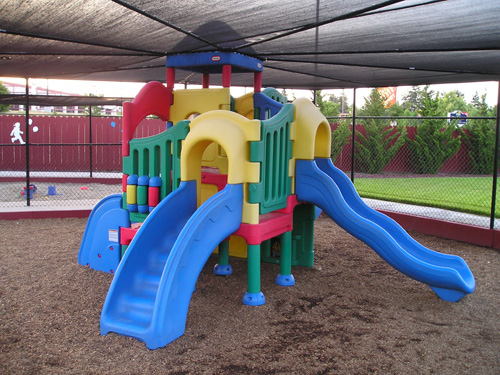
Structure pour les jeunes enfants regroupant une maisonnette de jeu, un toboggan et un escalier.

Un terrain ou une aire de jeux est un espace regroupant un ou plusieurs jeux pour enfants comme des toboggans, tourniquets, tape-culs, balançoires, maisonnette de jeu ou bac à sable et des agrès de loisirs comme la cage à poules ou la tornade (agrès), intégrés ou pas au sein d'un portique de jeu généralement situés au sein de jardins publics, écoles, crèches, etc.

## Histoire

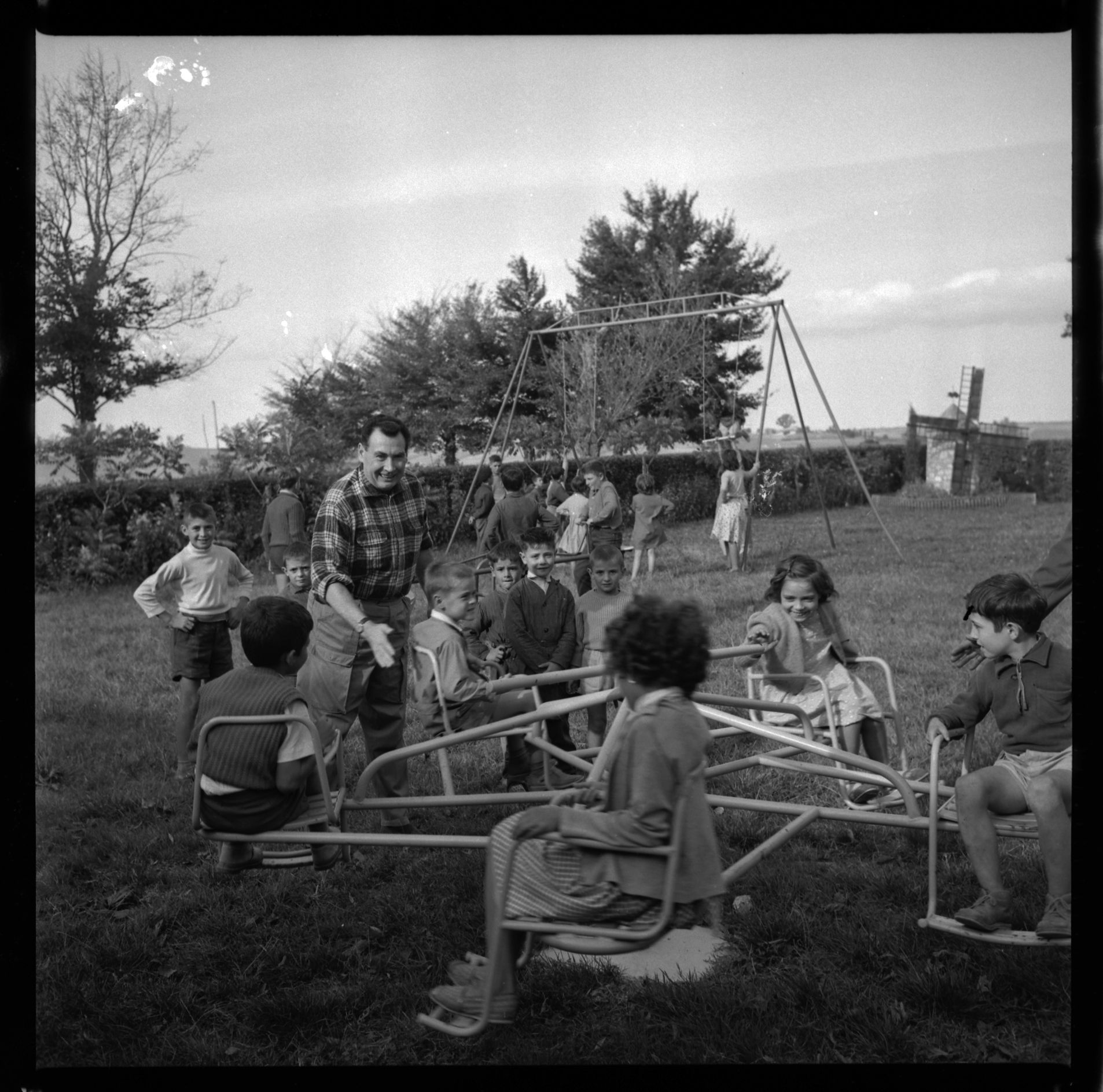
Aire de jeu à Gauré, dans les années 1960

Les terrains de jeux sont apparus au tournant du XIXe siècle, dans le but de canaliser l'énergie des jeunes enfants et d'éviter la montée de la criminalité. D'abord apparu dans ces centres sociaux à destination des orphelins de guerre, notamment, avec les jardins d'enfants de Friedrich Fröbel, avec le premier en 1837 à Bad Blankenburg. Il pense que les enfants peuvent apprendre mieux par le jeu que par des exercices rébarbatifs et reprend en ce sens les travaux sur la pédagogie de Johann Heinrich Pestalozzi. Il y déploie des jouets aux formes abstraites, ludiques et pédagogiques. différents jeux de mouvements y sont également pratiqués, dont la danse, la course et les comptines mimées. Le jardinage est également pratiqué pour que l'enfant comprenne l'importance des soins et la façon dont les corps grandissent. Ces méthodes ont ensuite inspirées Maria Montessori, Rudolf Steiner ou Célestin Freinet.
Les jeux sont ensuite étendus aux quartiers populaires afin de libérer les rues des enfants et favoriser le passage des travailleurs.

## Normalisations et réglementations

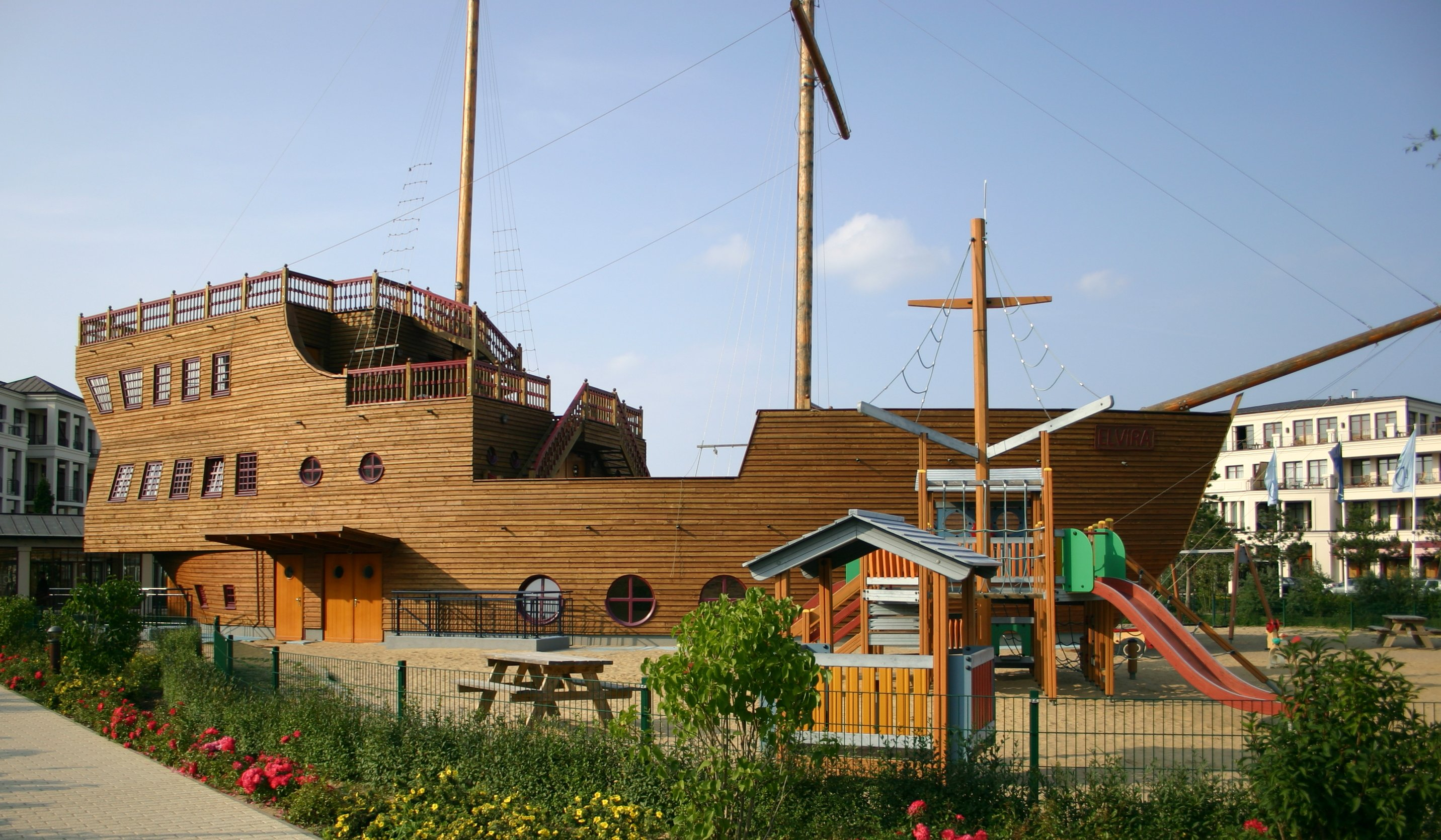
Terrain de jeux à Rostock en Allemagne.

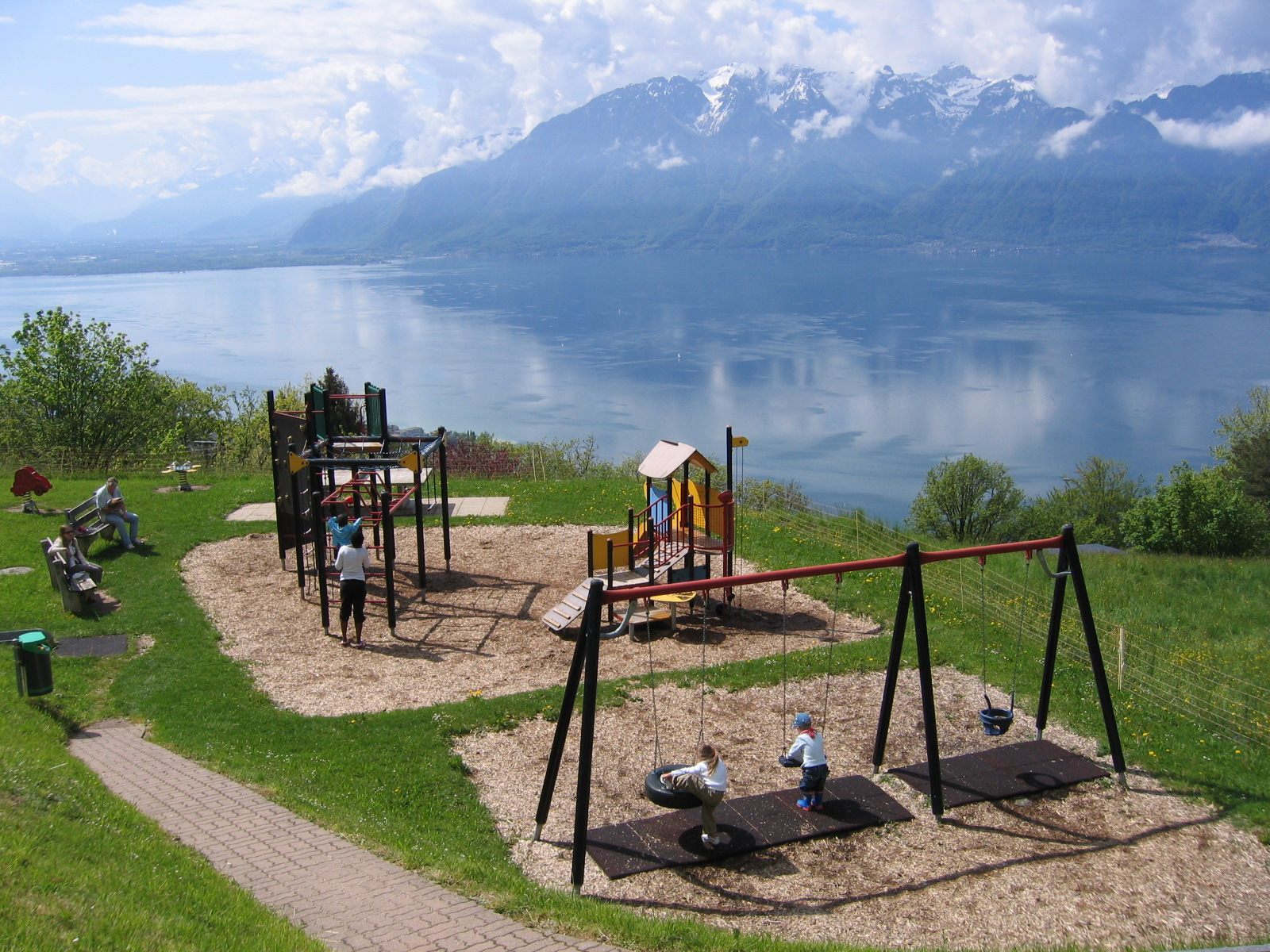
Une aire de jeux dans la montagne suisse.

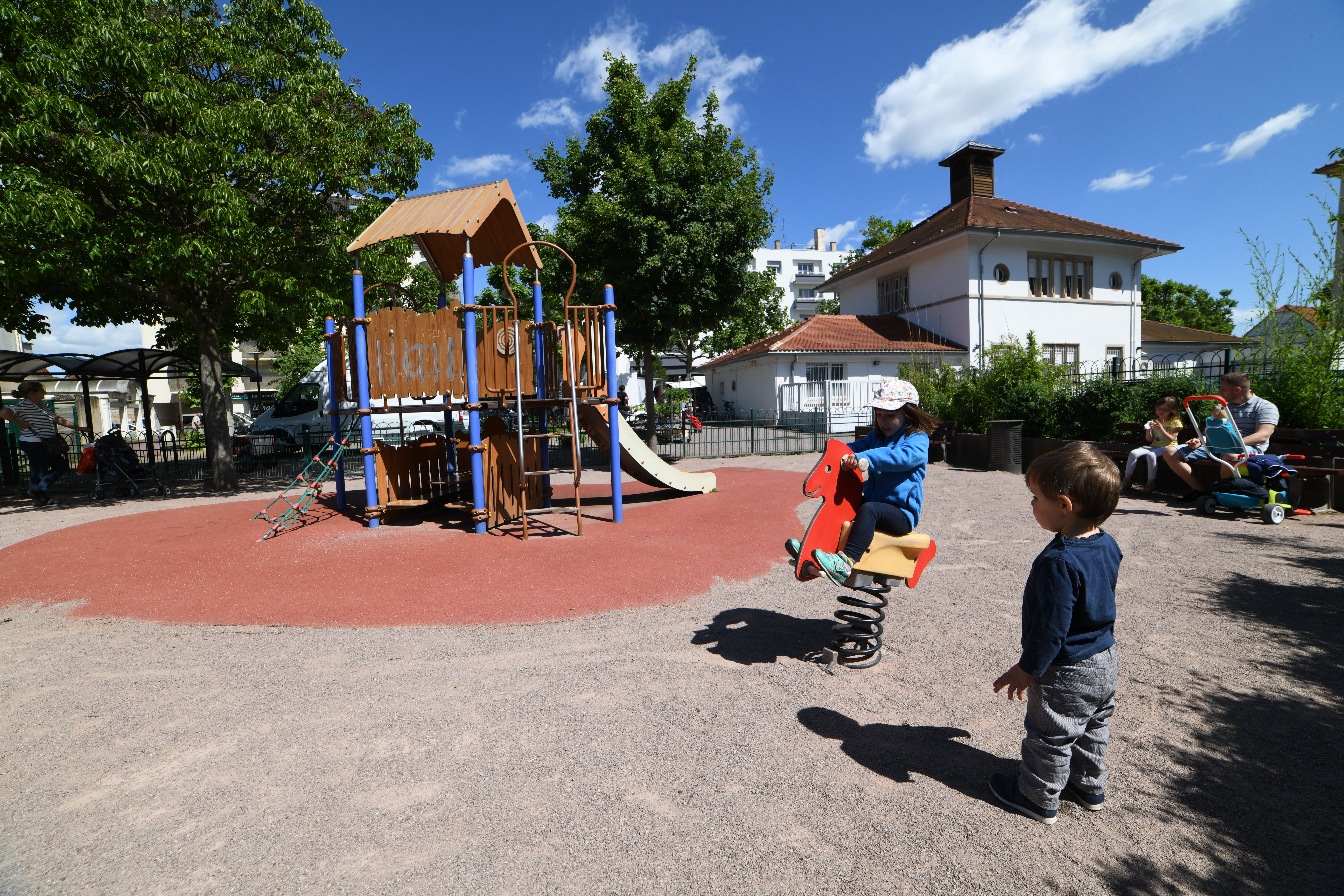
Aire de jeux à Strasbourg.

Elles varient selon les pays, les époques ou les types d'aires de jeux. 
Elles ont en commun de chercher à limiter le risque d'accident pour les enfants, ainsi dans certains pays et de plus en plus le risque d'intoxication chronique ou d'empoisonnement, comme avec les bois traités par des pesticides dangereux (arséniate de cuivre chromé) et très rémanents, pour les enfants et pour l'environnement.

### Normes

#### France
En France, il existe une norme Afnor (NF EN 1176-1 datant d'octobre 2008) pour les « équipements et sols d'aires de jeux » dont une partie concerne les exigences de sécurité et méthodes d'essai générales. D'autres normes portent par exemple sur les sols synthétiques absorbant les impacts. D'autres encore portent sur les balançoires, toboggans, jeux sur ressort, etc.
Depuis le 1er juillet 2015, il est interdit de fumer dans les terrains de jeux pour enfants, afin de les protéger de la fumée, mais aussi des mégots de cigarette (toxique si ingéré et potentiellement porteur de microbes ou sources de brûlure dans le cas d'un mégot mal éteint).

#### Pays-Bas
Les terrains de jeux d’Aldo Van Eyck (1947-1955) ont été une source d'inspiration pour l'urbanisme des villes au niveau mondial.

## Attractions d'un terrain de jeu
- Jeu
- Balançoire
- Cage à poules
- Jeu sur ressort
- Toboggan
- Tourniquet (jeu)
- Balançoire à bascule